# Karel Zámečník
Karel Zámečník (1. listopadu 1920, Bystré – 10. ledna 2007, tamtéž) byl redaktor Československého rozhlasu, regionální historik a spisovatel-prozaik.

## Život
Po maturitě studoval na Masarykově univerzitě v Brně. Po násilném uzavření vysokých škol pracoval jako tajemník Městského úřadu v Bystrém. Po revoluci, v květnu 1945, byl povolán do Československého rozhlasu v Praze, kde se stal redaktorem zpravodajství. Později převzal referát regionálního vysílání, kde uvedl jako autor a režisér desítky tehdy velmi oblíbených rozhlasových pásem o historii, krásách a životě českých měst a vesnic, především z pohraničí.
Počátkem roku 1948 se vrátil zpět do Bystrého. Tehdy vyšla jeho výpravná monografie Bystré a povídkové prózy Kominík Vedřel a Probuzený kraj, které byly v rozhlasové úpravě vysílány Československým rozhlasem. V roce 1954 byl zatčen a odsouzen z politických důvodů ke 13 letům vězení. Byl nasazen do uranových dolů v Jáchymově. Při práci v dole Rovnost I se mu podařilo tajně napsat uzavřený povídkový cyklus Kluci z podměstí, ilustrovaný dvěma spoluvězni – akademickými malíři. Dílo se zachovalo díky civilním zaměstnancům, kteří vynesli dílo z šachty. Povídky byly pak v letech 1995 a 1996 zveřejněny v regionálním tisku. V literární práci pokračoval drobnými historickými pracemi tematicky spjatými s rodným městem a jeho životem.

## Dílo
- Bystré: Monografie starého města na Českomoravské vysočině (Bystré, 1948)
- Probuzený kraj: obrázek z památného roku 1848 v městečku Bystrém (Česká Třebová, 1948)
- Kominík Vedřel: památce bysterského kronikáře (Bystré, 1948)
- Knížka o Bystrém, sv. 1,2. Procházka městem, pozvánka do okolí: chrám, radnice (spolu s J. Gloserem, Bystré, 1991)
- Knížka o Bystrém, sv. 4. Byli našimi hosty (Teréza Nováková a Jaroslav Vrchlický v Bystrém) (Bystré, 1994)
- Poličská pila - 100 let práce a osudů rodu Pražanů: z rodinné kroniky a historie firmy 1898-1998 (Polička, 1997)
- Kluci z podměstí (vyšlo časopisecky)

## Zajímavosti
Krátce se objevil ve filmu Vojtěcha Jasného Návrat ztraceného ráje.
Strýcové jeho manželky Květoslavy jsou dvě významné osobnosti - Josef Heger, katolický kněz, překladatel Starého zákona a profesor na Katolické teologické fakultě UK, a Ladislav Heger, překladatel z islandštiny a vlámštiny, profesor na Filosofické fakultě UK.